# Margarita Betova
Margarita Melikovna Betova (russisk: Маргари́та Ме́ликовна Бетова; født Gasparjan den 1. september 1994 i Moskva, Rusland) er en professionel kvindelig tennisspiller fra Rusland. Hun startede med at spille tennis som 5-årig.